# Fjärilskokett
Fjärilskokett (Lophornis verreauxii) är en fågel i familjen kolibrier, nära släkt med festkokett.

## Utbredning och systematik
Fågeln delas in i två underarter med följande utbredning: Den kategoriseras av IUCN som livskraftig.
- L. v. klagesi – östra Venezuela (Rio Caura i norra Bolívar).
- L. v. verreauxii – östra Colombia, östra Ecuador och östra Peru till Brasiliens del av Amazonområdet (österut till norra Mato Grosso) och centrala Bolivia

Den behandlades tidigare som underart till festkokett (Lophornis chalybeus).

## Status och hot
Arten har ett stort utbredningsområde, men tros minska i antal, dock inte tillräckligt kraftigt för att den ska betraktas som hotad. Internationella naturvårdsunionen IUCN listar arten som livskraftig (LC).